# Dooho Choi
Dooho Choi (em coreano: 최두호; Daegu, 6 de abril de 1991), muitas vezes chamado de Choi Doo-Ho ou Doo Ho Choi, é um sul-coreano lutador de artes marciais mistas (MMA), que atualmente compete no Ultimate Fighting Championship, na divisão peso-pena, e é classificado em #12 no ranking peso-pena oficial do UFC. Choi está listado como a promessa peso-pena número #2 no MMA, de acordo com um relatório de 2013. Ele também competiu no Sengoku Raiden Championship e DEEP.

## Carreira no MMA

### DEEP
Choi começou a ser notado no mundo do MMA depois de fazer sua estreia no DEEP, em junho de 2010, quando ele enfrentou Yusuke Kagiyama. Choi perdeu na sua estreia no DEEP por decisão dividida. Depois de um curto período no circuito independente, Choi voltou ao DEEP, em setembro de 2010, enfrentando Atsuhiro Tsuboi. Ele venceu por nocaute técnico (socos) no primeiro round. Ele ficou invicto em suas próximas lutas no MMA, batendo vários lutadores, como Mitsuhiro Ishida, Kosuke Omeda e Nobuhiro Obiya.
Antes de ser liberado para lutar no UFC, Choi lutou no DEEP pela última vez em 15 de Junho de 2013, quando ele enfrentou a promessa japonesa, Shoji Maruyama. Ele venceu por TKO (socos) no segundo round.

### Sengoku Raiden Championship
Enquanto lutava no Deep, Choi também assinou com o Sengoku Raiden Championship. Ele fez sua primeira luta no SRC: Sengoku Raiden Championship 13, quando enfrentou Ikuo Usuda. Choi venceu por decisão dividida. Alguns meses mais tarde, Choi foi escalado para enfrentar Masanori Kanehara, no SRC: Sengoku Raiden Championship 15. No entanto, três semanas antes do evento, Choi sofreu uma lesão, e a luta foi retirada do card. Choi deixou o SRC logo após a lesão.

### Ultimate Fighting Championship
Em novembro de 2013, na sequência de uma série de dez vitórias consecutivas, Choi assinou um contrato para lutar no UFC, na divisão peso pena.
Choi era esperado para enfrentar Sam Sicilia, em 24 de Maio de 2014, no UFC 173. No entanto, Choi foi retirado da luta, por conta de uma lesão.
Choi, finalmente, fez sua estreia, quando ele enfrentou Juan Puig, em 22 de novembro de 2014, no UFC Fight Night 57. Ele ganhou a luta por TKO em apenas 18 segundos do primeiro round.
Ele teve sua luta remarcada contra Sam Sicilia, prevista para 15 de Julho de 2015, no UFC Fight Night: Mir vs. Duffee. Porém, Choi retirou-se da luta no final de junho, por razões não reveladas.
A luta com Sicilia foi agendada uma terceira vez, e teve lugar no dia 28 de novembro de 2015, no UFC Fight Night 79. Choi ganhou a luta por KO no primeiro round.  A vitória também lhe rendeu seu primeiro bônus de Performance da Noite.
Na próxima, Choi enfrentou Thiago Tavares, em 8 de Julho de 2016, no The Ultimate Fighter 23 Finale. Ele ganhou a luta por KO no primeiro round.

## Campeonatos e realizações

### Artes marciais mistas
- Ultimate Fighting Championship
  - Performance da noite (Duas vezes) vs. Sam Sicilia e Thiago Tavares 
  - Luta da noite vs. Cub Swanson 
  - Luta do Ano (2016) vs. Cub Swanson

## Cartel no MMA
| Cartel no MMA   |             |            |
| 18 lutas        | 14 vitórias | 4 derrotas |
| Por nocaute     | 11          | 2          |
| Por finalização | 1           | 0          |
| Por decisão     | 2           | 2          |
| Empates         | 0           | 0          |

| Res.    | Cartel | Oponente          | Método                                  | Evento                                                       | Data       | Round | Tempo | Local              | Notas                              |
| ------- | ------ | ----------------- | --------------------------------------- | ------------------------------------------------------------ | ---------- | ----- | ----- | ------------------ | ---------------------------------- |
| Derrota | 14-4   | Charles Jourdain  | Nocaute Técnico (socos)                 | UFC Fight Night: Edgar vs. The Korean Zombie                 | 21/12/2019 | 2     | 4:32  | Busan              | Luta da Noite.                     |
| Derrota | 14-3   | Jeremy Stephens   | Nocaute Técnico (socos e cotoveladas)   | UFC Fight Night: Stephens vs. Choi                           | 14/01/2018 | 2     | 2:36  | St.Louis, Missouri | Luta da Noite.                     |
| Derrota | 14-2   | Cub Swanson       | Decisão (unânime)                       | UFC 206: Holloway vs. Pettis                                 | 10/12/2016 | 3     | 5:00  | Toronto, Ontário   | Luta da Noite; Luta do Ano (2016). |
| Vitória | 14-1   | Thiago Tavares    | Nocaute (socos)                         | The Ultimate Fighter 23 Finale                               | 08/07/2016 | 1     | 2:42  | Las Vegas, Nevada  | Performance da Noite.              |
| Vitória | 13-1   | Sam Sicilia       | Nocaute (socos)                         | UFC Fight Night: Henderson vs. Masvidal                      | 28/11/2015 | 1     | 1:33  | Seul               | Performance da Noite.              |
| Vitória | 12-1   | Juan Puig         | Nocaute Técnico (socos)                 | UFC Fight Night: Edgar vs. Swanson                           | 22/11/2014 | 1     | 0:18  | Austin, Texas      |                                    |
| Vitória | 11-1   | Shoji Maruyama    | Nocaute Técnico (socos)                 | Deep: Cage Impact 2013                                       | 15/06/2013 | 2     | 2:33  | Tóquio             |                                    |
| Vitória | 10-1   | Tatsunao Nagakura | Nocaute Técnico (interrupção do córner) | Deep: 61 Impact                                              | 16/02/2013 | 2     | 4:14  | Tóquio             |                                    |
| Vitória | 9-1    | Kosuke Umeda      | Nocaute (socos)                         | Deep: 59 Impact                                              | 18/08/2012 | 1     | 2:49  | Tóquio             |                                    |
| Vitória | 8-1    | Mitsuhiro Ishida  | Nocaute (joelhada e socos)              | Deep / Smash: Japan MMA League 2011 Semifinals               | 17/12/2011 | 1     | 1:33  | Tóquio             |                                    |
| Vitória | 7-1    | Nobuhiro Obiya    | Nocaute (joelhada voadora)              | Deep: Cage Impact 2011 in Tokyo, 2nd Round                   | 29/10/2011 | 3     | 0:15  | Tóquio             |                                    |
| Vitória | 6-1    | Hisaki Hiraishi   | Decisão (unânime)                       | Gladiator: Gladiator 23                                      | 03/09/2011 | 2     | 5:00  | Hiroshima          |                                    |
| Vitória | 5-1    | Atsuhiro Tsuboi   | Nocaute Técnico (socos)                 | Deep: clubDeep Nagoya: Kobudo Fight                          | 05/09/2010 | 1     | 4:53  | Nagoia             |                                    |
| Vitória | 4-1    | Yuichiro Ono      | Nocaute Técnico (socos)                 | Gladiator: Gladiator 7                                       | 27/06/2010 | 1     | 0:26  | Sapporo            |                                    |
| Vitória | 3-1    | Ikuo Usuda        | Decisão (dividida)                      | World Victory Road Presents: Sengoku Raiden Championships 13 | 20/06/2010 | 3     | 5:00  | Tóquio             |                                    |
| Derrota | 2-1    | Yusuke Kagiyama   | Decisão (dividida)                      | Deep: Cage Impact 2010 in Osaka                              | 06/06/2010 | 2     | 5:00  | Osaka              |                                    |
| Vitória | 2-0    | Jong Wha Lee      | Nocaute Técnico (socos)                 | M-1 Selection 2010: Asia Round 1                             | 05/03/2010 | 1     | 3:20  | Seul               |                                    |
| Vitória | 1-0    | Takashi Matsuoka  | Finalização (chave de braço)            | Grachan: Grachan 3                                           | 29/11/2009 | 1     | 1:05  | Tóquio             |                                    |